# Johanna Mattsson
Johanna Mattsson (* 2. Mai 1988 in Gällivare) ist eine schwedische Ringerin. Sie wurde 2009 und 2014 Europameisterin der Gewichtsklasse bis 59 kg bzw. bis 60 kg Körpergewicht.

## Werdegang
Johanna Mattsson begann im Alter von sieben Jahren mit ihren jüngeren Schwestern Sofia Mattsson und Lisa Mattsson bei einem Ringerclub in Gällivare mit dem Ringen. Trainiert wurden sie dort von Kalle Taivalsaari und Hakan Johansson. In der Nationalmannschaft kam als Trainer später noch Fariborz Besarati hinzu. Johanna Mattsson wurde im Juniorenbereich mehrere Male schwedische Meisterin und gewann als Siebzehnjährige 2005 ihren ersten schwedischen Meistertitel bei den Erwachsenen in der Gewichtsklasse bis 55 kg Körpergewicht. Nach dem Schulbesuch und dem Abitur widmet sie sich zurzeit voll dem Ringen. Außerdem arbeitet sie als Hilfstrainerin in einer Ringerschule in Helsingborg.
Ihre internationale Karriere begann bei der Junioren-Europameisterschaft 2004 (Cadets) in Albena, wo sie sich den Titel in der Gewichtsklasse bis 52 kg Körpergewicht holte. 2005 wurde sie in Vilnius Junioren-Weltmeisterin (Juniors) in der Gewichtsklasse bis 56 kg Körpergewicht vor Danyelle Hedin aus den Vereinigten Staaten und Alena Malischko aus der Ukraine. Im gleichen Jahr siegte sie auch bei der Junioren-Europameisterschaft (Cadets) in Tirana in der Gewichtsklasse bis 56 kg Körpergewicht.
2006 startete sie bei der Europameisterschaft in Moskau in der Gewichtsklasse bis 55 kg Körpergewicht und belegte dort hinter Natalja Golz aus Russland und Ludmila Cristea aus Moldawien den 3. Platz. Bei der sich anschließenden Junioren-Weltmeisterschaft (Juniors) in Guatemala-Stadt konnte sie in der gleichen Gewichtsklasse ihren Titel vom Vorjahr nicht verteidigen, kam aber hinter Sandra Roa aus Kolumbien und Alena Filipawa aus Belarus auf den 3. Platz und gewann damit eine Bronzemedaille.
Bei der Europameisterschaft 2007 in Sofia verlor Johanna Mattsson nach einem gewonnenen Kampf gegen Ludmila Cristea und kam dadurch nur auf den 8. Platz. Bei der Weltmeisterschaft dieses Jahres in Peking gewann sie aber wieder die Bronzemedaille in der Gewichtsklasse bis 55 kg Körpergewicht. Keine Medaille erreichte sie dann bei der Europameisterschaft 2008 in Tampere, wo wiederum Natalja Golz gewann. Johanna Matsson belegte den 5. Platz. Für einen Startplatz bei den Olympischen Spielen 2008 in Peking in der Gewichtsklasse bis 55 kg Körpergewicht konnte sie sich nicht qualifizieren, weil sie bei der schwedischen Olympiaausscheidung in dieser Gewichtsklasse gegen Ida-Theres Nerell den Kürzeren zog. Sie startete dafür bei der Junioren-Weltmeisterschaft (Juniors) in Istanbul in der nichtolympischen Gewichtsklasse bis 59 kg Körpergewicht und wurde dort nach Siegen über Geata, Indien, Sorondsonboldyn Battsetseg, Mongolei, Tatjana Padilla, USA und einer Niederlage gegen Anastassija Brattschikowa, Russland, Vize-Weltmeisterin.
2009 gelang Johanna Mattsson dann der erste Titelgewinn bei einer internationalen Meisterschaft bei den Seniorinnen. Sie wurde in Vilnius mit Siegen über Kitti Grodo, Ungarn, Sabrina Esposito, Italien, Julia Rekwawa, Russland und Irina Chariw, Ukraine neue Europameisterin in der Gewichtskl. bis 59 kg KG. Danach hatte sie großes Pech, denn sie erlitt einen Kreuzbandriss und konnte bei der Weltmeisterschaft 2009 und bei der Europameisterschaft 2010 nicht antreten, was sehr schade war, denn sie befand sich zu dieser Zeit in Hochform, was auch ihr Sieg, unmittelbar vor ihrer Verletzung, beim Golden-Gala-Grand-Prix in Baku vor Marianna Sastin und Elwira Mursalowa, Aserbaidschan, bewies. Wieder genesen, startete sie bei der Weltmeisterschaft 2010 in Moskau und gewann dort nach Siegen über Natalja Simchin, Ukraine, Alka Toman, Indien, einer Niederlage gegen Zhang Lan, China und Siegen über Alena Filipawa und Kelsey Campbell, USA, eine Bronzemedaille.
Nach einem längeren Trainingsaufenthalt zu Beginn des Jahres 2011 in Südafrika war sie bei der Europameisterschaft 2011 in Dortmund und bei der Weltmeisterschaft nicht am Start. Im Olympiajahr 2012 nahm sie im März in Belgrad an der Europameisterschaft in der Gewichtsklasse bis 63 kg teil. Sie verlor dort etwas überraschend ihren ersten Kampf gegen Julia Tkach, Ukraine, konnte aber in der Trostrunde weiterringen, da Julia Tkach das Finale erreichte. Sie besiegte in der Trostrunde zunächst die Ex-Weltmeisterin Audrey Prieto aus Frankreich, verlor aber dann im Kampf um eine Bronzemedaille gegen Elif Jale Yeşilırmak aus der Türkei und kam damit auf den 5. Platz.
Kurz nach dieser Meisterschaft verletzte sich Johanna Mattsson schwer. Sie erlitt einen Kreuzbandriss und eine schwere Meniskusverletzung. Sie musste deshalb insgesamt vier Operationen über sich ergehen lassen und konnte fast zwei Jahre lang nicht trainieren und an Wettkämpfen teilnehmen. Ihren ersten Start nach dieser schweren Verletzung bestritt sie im Monat Februar 2014. Sie belegte dabei bei den Klippan-Ladies-Open in der Gewichtsklasse bis 60 kg den 3. Platz. Optimistisch fuhr sie deshalb zur Europameisterschaft im April 2014 nach Vantaa/Finnland. Ihr Optimismus war berechtigt, denn sie holte sich dort in der gleichen Gewichtsklasse mit Siegen über Swetlana Lipatowa, Russland, Taybe Jusein, Bulgarien und Hafize Sahin, Türkei ihren zweiten Europameistertitel.

## Internationale Erfolge
| Jahr | Platz | Wettbewerb                                   | Gewichtskl. | Ergebnis |
| ---- | ----- | -------------------------------------------- | ----------- | --- |
| 2004 | 1.    | Nordische Junioren-Meisterschaft (Juniors)   | bis 52 kg   | vor Marika Stenberg u. Jenni Palomäki, bde. Finnland |
| 2004 | 1.    | Junioren-EM (Cadets) in Albena               | bis 52 kg   | vor Tiina Vainionpaeae, Finnland u. Violeta Simenowa, Bulgarien                                                                                            |
| 2005 | 1.    | Nordische Junioren-Meisterschaft (Juniors)   | bis 56 kg   | vor Kristina Ness u. Solfrid Holm, bde. Norwegen |
| 2005 | 1.    | Junioren-WM (Juniors) in Vilnius             | bis 55 kg   | vor Danyelle Hedin, USA u. Alena Malischko, Ukraine |
| 2005 | 1.    | Junioren-EM (Cadets) in Tirana               | bis 56 kg   | vor Ganna Fafenront, Ukraine u. Emriye Musta, Türkei |
| 2006 | 3.    | Klippan-Lady-Open                            | bis 55 kg   | hinter Natalja Golz, Russland u. Anna Gomis, Frankreich |
| 2006 | 3.    | EM in Moskau                                 | bis 55 kg   | hinter Natalja Golz u. Ludmila Cristea, Moldawien, vor Jessica Bechtel, Deutschland                                                                        |
| 2006 | 5.    | Großer Preis von Deutschland in Dormagen     | bis 55 kg   | hinter Ida-Theres Nerell, Schweden, Minerva Montero Perez, Spanien, Nicole Hauptmann, Deutschland u. Maria Iwanowa, Belarus                                |
| 2006 | 3.    | Golden-Grand-Prix in Baku                    | bis 55 kg   | hinter Chikako Matsukawa, Japan u. Anna Gomis, vor Tonya Verbeek, Kanada                                                                                   |
| 2006 | 3.    | Junioren-WM (Juniors) in Guatemala-Stadt     | bis 55 kg   | hinter Sandra Roa, Kolumbien u. Alena Filipawa, Belarus |
| 2006 | 16.   | WM in Guangzhou                              | bis 59 kg   | nach einer Niederlage gegen Marianna Sastin, Ungarn |
| 2007 | 3.    | Klippan-Lady-Open                            | bis 55 kg   | hinter Anna Gomis u. Sofia Poumpouridou, Griechenland |
| 2007 | 1.    | Haparanda-Cup                                | bis 55 kg   | vor Hyllegaard Pedersen, Dänemark u. Wiktoria Kalndrowa, Kasachstan                                                                                        |
| 2007 | 8.    | EM in Sofia                                  | bis 55 kg   | nach Sieg über Valentina Minguzzi, Italien u. Niederlage gegen Ludmila Cristea                                                                             |
| 2007 | 1.    | Großer Preis von Deutschland in Dormagen     | bis 55 kg   | vor Natalja Smirnowa, Russland u. Britannee Lavedure, Kanada                                                                                               |
| 2007 | 1.    | Dan-Kolow-Memorial in Sofia                  | bis 55 kg   | vor Naidangiin Otgondschargal, Mongolei u. Zeynep Yildirim, Türkei                                                                                         |
| 2007 | 3.    | WM in Peking                                 | bis 55 kg   | nach einer Niederlage gegen Qiu Hongmei, China u. Siegen über Irina Chariw u. Aischan Ismagulowa, Kasachstan                                               |
| 2008 | 2.    | Klippan-Lady-Open                            | bis 55 kg   | hinter Anna Zwirydowska, Polen, vor Sylwia Bilenska, Polen                                                                                                 |
| 2008 | 1.    | Haparanda-Cup                                | bis 55 kg   | vor Lisa Mattsson, Schweden u. Tiina Vaionionpaeae, Finnland                                                                                               |
| 2008 | 5.    | EM in Tampere                                | bis 55 kg   | hinter Natalja Golz, Ludmila Cristea, Sofia Poumpouridou u. Tetjana Lasarewa, Bulgarien                                                                    |
| 2008 | 1.    | Großer Preis von Deutschland in Dormagen     | bis 55 kg   | vor Anna Filipawa u. Fabienne Wittenwiler, Schweiz |
| 2008 | 2.    | Junioren-WM (Juniors) in Istanbul            | bis 59 kg   | nach Siegen über Deata, Indien, Sorondsonboldyn Battsetseg, Mongolei u. Tatjana Padilla, USA u. einer Niederlage gegen Anastassija Brattschikowa, Russland |
| 2009 | 1.    | Klippan-Lady-Open                            | bis 59 kg   | vor Julia Rekwawa, Russland u. Kelsey Campbell, USA |
| 2009 | 1.    | EM in Vilnius                                | bis 59 kg   | nach Siegen über Kitti Fodo, Ungarn, Sabrina Esposito, Spanien, Julia Rekwawa u. Irina Chariw, Ukraine                                                     |
| 2009 | 1.    | Großer Preis von Deutschland in Dormagen     | bis 59 kg   | vor Natascha Ballas, Deutschland u. Elena Kulikowa, Russland                                                                                               |
| 2009 | 1.    | Austrian-Lady-Open in Götzis                 | bis 59 kg   | vor Marianna Sastin, Ungarn u. Irina Husjak, Ukraine |
| 2009 | 1.    | Fila-Golden-Grand-Prix in Baku               | bis 59 kg   | vor Marianna Sastin u. Elwira Mursalowa, Aserbaidschan |
| 2010 | 1.    | Austrian-Lady-Open in Götzis                 | bis 59 kg   | vor Gudrun Annette Høie, Norwegen u. Fabienne Wittenwiler                                                                                                  |
| 2010 | 2.    | Fila-Golden-Grand-Prix in Baku               | bis 59 kg   | hinter Marianna Sastin, vor Hanna Wassylenko, Ukraine |
| 2010 | 3.    | WM in Moskau                                 | bis 59 kg   | nach Siegen über Natalja Sinichin, Ukraine u. Alka Toman, Indien, einer Niederlage gegen Zhang Lan, China u. Siegen über Alena Filipawa u. Kelsey Campbell |
| 2011 | 1.    | Henri-Deglane-Challenge in Nizza             | bis 63 kg   | vor Fatima Benfouzari, Frankreich und Julia Alborowa, Russland                                                                                             |
| 2011 | 1.    | FILA-Test-Turnier in London                  | bis 63 kg   | vor Xiluo Zhuoma, China, Monika Ewa Michalik, Polen und Aline Focken, Deutschland                                                                          |
| 2012 | 1.    | Dan Kolow & Nikolai Petrow-Memorial in Sofia | bis 63 kg   | vor Henna Johansson, Schweden, Maria Mamaschuk, Belarus und Monika Ewa Michalik                                                                            |
| 2012 | 7.    | Golden-Grand-Prix in Klippan                 | bis 63 kg   | Siegerin: Henna Johansson vor Monika Ewa Michalik |
| 2012 | 5.    | EM in Belgrad                                | bis 63 kg   | nach einer Niederlage gegen Julia Tkach, Ukraine, einem Sieg über Audrey Prieto, Frankreich und einer Niederlage gegen Elif Jale Yeşilırmak, Türkei        |
| 2014 | 3.    | Klippan-Ladies-Open                          | bis 60 kg   | hinter Julia Ratkewitsch, Aserbaidschan und Michelle Fazzari, Kanada                                                                                       |
| 2014 | 1.    | EM in Vantaa/Finnland                        | bis 60 kg   | nach Siegen über Swetlana Lipatowa, Russland, Taybe Jusein, Bulgarien und Hafize Sahin, Türkei                                                             |

## Schwedische Meisterschaften
Johanna Mattsson wurde 2005, 2006 und 2007 schwedische Meisterin in der Gewichtsklasse bis 55 kg und 2009 in der Gewichtsklasse bis 59 kg Körpergewicht.
Erläuterungen
- alle Wettbewerbe im freien Stil (Anm.: Frauen ringen nur in dieser Stilart)
- WM = Weltmeisterschaft, EM = Europameisterschaft